# James Rollins
James Rollins, conosciuto anche come James Clemens, pseudonimo di Jim Czajkowski (Chicago, 20 agosto 1961), è uno scrittore statunitense.

## Biografia
Ha frequentato la University of Missouri-Columbia nel 1985.
Per anni è stato un apprezzato veterinario, ma, a un certo punto della sua vita, ha deciso di anteporre al lavoro le sue tre grandi passioni: la speleologia, le immersioni subacquee e, soprattutto, la scrittura. Fin dal suo esordio, si è segnalato nel campo del romanzo d'avventura, raggiungendo un notevole successo di pubblico e di critica. Il New York Times lo ha definito il miglior autore internazionale di thriller.
Per la sua serie sulla Sigma Force è stato lodato dallo stesso giornale come "più acclamato dal pubblico" e "lettura più calda d'estate" per People Megazine. Fa parte della Authors United for Veterans un'associazione per l'aiuto dei veterani dell'esercito statunitense affiliata alla USA Cares.
Tra i suoi ispiratori egli cita gli autori della serie Doc Savage. Da giovane, James aveva acquisito una vasta collezione di opere su Doc Savage, ma dice che è rimasto ignaro della loro influenza su di lui, come romanziere, fino a quando uno dei suoi fan ha portato la questione alla sua attenzione.
Nel 2007 è stato ingaggiato per adattare in un romanzo il film Indiana Jones e il regno del teschio di cristallo.
Vive a Sacramento.
Il Publishers Weekly scrive che Rollins trasmette il meglio di Clive Cussler, Robert Ludlum e Wilbur Smith, in più ha scritto che «Se a Cussler si dovesse assegnare la medaglia d'oro nella narrativa a Rollins bisognerebbe dare quella d'argento».

## Opere

### Romanzi e racconti brevi
- La città di ghiaccio (Subterranean, 1999), Editrice Nord, 2015
- La via d'oro (Excavation, 2000), Editrice Nord, 2011
- L'ultima eclissi (Deep Fathom, 2001), Editrice Nord, 2012
- Amazzonia (Amazonia, 2002), Editrice Nord, 2004
- Artico (Ice Hunt, 2003), Editrice Nord, 2005
- Indiana Jones e il regno del teschio di cristallo (Indiana Jones and the Kingdom of the Crystal Skull, 2008), Editrice Nord, 2008
- L'altare dell'Eden (Altar of Eden, 2009), Editrice Nord, 2011

### Serie sulla Sigma Force
La Sigma Force è una divisione segreta del Dipartimento della Difesa USA (inclusa nel progetto DARPA). La sede si troverebbe in uno seminterrato segreto della Smithsonian Institution di Washington. La Sigma Force è composta da operatori scientificamente specializzati il cui compito è quello di proteggere la nazione e il mondo da qualsiasi minaccia tecnologica, sia antica o moderna.

#### Personaggi Principali
- Painter Crowe: leader della Sigma Force, è un nativo americano, sposato con Lisa Cummings.
- Dottor Lisa Cummings: il medico esperto in Sigma.
- Grayson Pierce (Gray): è un ex ranger con competenze in biologia e fisica.
- Monk Kokkalis: agente operativo, sposato con la collega Kathryn Bryant.
- Joe Kowalski: agente operativo.
- Kathrin Bryant: agente operativo.
- Seichan: assassina per la gilda.

#### Romanzi
- 1 La città sepolta (Sandstorm, 2004), Editrice Nord, 2008
- 2 La mappa di pietra (Map of Bones, 2005), Editrice Nord, 2006
- 3 L'ordine del sole nero (Black Order, 2006), Editrice Nord, 2007
- 3.5 Kowalski's In Love, 2006, racconto, in "Thriller: Stories to Keep You Up All Night"
- 4 Il marchio di Giuda (The Judas Strain, 2007), Editrice Nord, 2007
- 5 L'ultimo oracolo (The Last Oracle, 2008), Editrice Nord, 2009
- 6 La chiave dell'Apocalisse (The Doomsday Key, 2009), Editrice Nord, 2010
- 6.5 Il tempio del Sole (The Skeleton Key, 2011) racconto e-book, Editrice Nord, 2013
- 7 Il teschio sacro (The Devil Colony, 2011), Editrice Nord, 2011
- 7.5 L'oro perduto (Tracker, 2012) racconto e-book, Editrice Nord, 2012
- 8 L'eredità di Dio (Bloodline, 2012), Editrice Nord, 2012
- 9 L'occhio dell'inferno (The Eye of God, 2013), Editrice Nord, 2013
- 9.5 The Devil Bones, 2014, racconto con Steve Berry, in "FaceOff"
- 10 Estinzione (The Sixth Extinction, 2014), Editrice Nord, 2014
- 10.5 The Midnight Watch, 2015, racconto
- 11 Labirinto d'ossa (The Bone Labyrinth, 2015), Editrice Nord, 2015
- 11.5 L'isola del vulcano (Crash and Burn, 2016), racconto, Newton Compton Editori, 2017
- 12 La settima piaga (The Seventh Plague, 2016), Editrice Nord, 2017
- 12.5 La nave fantasma (Ghost Ship, 2017), racconto, Editrice Nord, 2018
- 13 La corona del Diavolo (The Demon Crown, 2017), Editrice Nord, 2018
- 14 Il segreto dell'inquisitore (Crucible, 2019), Editrice Nord, 2019
- 15 L'ultima Odissea (The Last Odissey, 2020), Editrice Nord, 2020, ISBN 9788842933342
- 16 Il Regno delle ossa (Kingdom of Bones, 2022), Editrice Nord, 2022
- 17 Oceano di fuoco (Tides of Fire, 2023), Editrice Nord, 2024, ISBN 9788842935933

### Serie Moonfall
- La corona senza stelle, Editrice Nord, 2023
- La culla di ghiaccio, Editrice Nord, 2024

### Serie The Banned and the Banished
Scritti con lo pseudonimo di James Clemens
- Wit'ch Fire, 1998
- Wit'ch Storm, 1999
- Wit'ch War, 2000
- Wit'ch Gate, 2001
- Wit'ch Star, 2002

### Serie Godslayer Chronicles
Scritti con lo pseudonimo di James Clemens
- Shadow Fall, 2005
- Hinterland, 2006

### Serie Kids & Adults
- L'ombra del re (Jake Ransom and the Skull King's Shadow, 2009), Editrice Nord, 2010
- Il risveglio della sfinge (Jake Ransom and the Howling Sphinx, 2011), Editrice Nord, 2012

### Serie The Order of the Sanguines
Scritti in collaborazione con Rebecca Cantrell.
- 0.5 City of Screams, 2012 (e-book)
- 1 The Blood Gospel, 2013
- 1.5 Blood Brothers, 2013 (e-book)
- 2 Innocent Blood, 2013
- 3 Blood Infernal, 2015

### Serie Tucker Wayne
Scritti in collaborazione con Grant Blackwood
- Orizzonte di fuoco (The Kill Switch, 2014), Editrice Nord, 2014
- Il Progetto Fantasma (War Hawk, 2016), Editrice Nord, 2016

### Racconti
- The Pit, 2010, pubblicato in "Warriors"
- Tagger, 2010, pubblicato in "Fear"
- Jack Finney's Invasion of the Body Snatchers, 2010, pubblicato in "Thrillers: 100 Must Reads"
- Passaggi segreti, tutti i racconti dalla A alla Sigma (2021), Editrice Nord